# Enrique Salvador Sanfuentes
Enrique Salvador Sanfuentes Andonaegui (Santiago, 15 de julio de 1848-ibídem, 25 de noviembre de 1939) fue un abogado y político chileno, hermano del presidente Juan Luis Sanfuentes.

## Biografía
Nació en Santiago, hijo del poeta y magistrado Salvador Sanfuentes Torres y de Matilde Andonaegui González. Se casó con Elisa Correa Sanfuentes, con descendencia.
Estudió las humanidades en el Instituto Nacional y cursó leyes en la Universidad de Chile. Obtuvo su título de abogado, el 3 de enero de 1870, dedicándose al ejercicio de su profesión.
En 1869 formó parte de la Sociedad de Instrucción Primaria de Santiago (SIP), en la que participó con entusiasmo en la educación popular.
En 1870 se apartó de las tareas profesionales para dedicarse a empresas mercantiles, en las que se labró su fortuna, que le permitió realizar grandes negocios agrícolas.
Comenzó a dedicarse al estudio de los problemas económicos y políticos de las naciones modernas.

## Trayectoria política
En 1888 fue elegido diputado propietario por el departamento de Rancagua, por el periodo 1888-1891; (su suplente, Francisco J. Herboso España no se incorporó hasta el 23 de junio de 1890). Fue electo para el Congreso Constituyente de 1891, por Coquimbo, pero no se incorporó.
Durante el gobierno de José Manuel Balmaceda fue designado ministro de Hacienda, de Industria y Obras Públicas, y de Interior. Durante la Guerra Civil de 1891, Sanfuentes se mantuvo alejado de la política. Regresa a esta en 1894, siendo designado presidente del Partido Liberal Democrático (PLD) que agrupó a los antiguos partidarios de Balmaceda, motivo por el cual fue detenido y llevado a Copiapó.
En las elecciones parlamentarias  de 1894, resultó elegido senador por Coquimbo, por el periodo 1894-1900. Se incorporó al Senado, prestando el juramento de estilo, el 4 de junio de 1894. Integró la Comisión Permanente de Gobierno y Relaciones Exteriores y la de Constitución, Legislación y Justicia.
En las postrimerías del gobierno de Federico Errázuriz Echaurren, fue nombrado ministro de Chile en Francia, ejerciendo el cargo hasta 1907.
A su regreso fue nombrado consejero de la Caja de Crédito Hipotecario y administrador de la Casa Correccional de Mujeres.
Falleció en su ciudad natal Santiago, el 25 de noviembre de 1939.